# Pervenci
Pervenci., podnaslovljeno Različne piesme od P. Preradovića., zbirka je pjesama hrvatskoga pjesnika Petra Preradovića. U knjizi nalazi se 37 pjesama (31 Preradovićeva pjesma i šest pjesama njegovih prijevoda). Prvo izdanje bilo je izdano ljeta 1846. godine u Zadru, tiskom Demarchi-Rougierovim.
Knjiga se sastoji od tri poglavlja: Cvietje, Bilje i Presadi.

## Sadržaj knjige
- Posvetjenje. (VII)
- Pervenci. (IX)
- Kazalo.
- Pogrieške, koje se nalaze u nekojih iztiscih.

- I. Cvietje.
  - Cvietje. (3)
  - Što je ljubav? (4)
  - Početak ljubavi. (5)
  - Jedinica. (6)
  - Žalostinke. (8)
  - Miruj, miruj serce moje. (12)
  - San. (14)
  - Cvietak k suncu, serce k tebi. (17)
  - Primorske piesmice. (19)
  - Mertva ljubav. (24)
  - Piesnik. (25)
  - Dievojkina prolietja. (28)
  - Veseo danak. (31)

- II. Bilje.
  - Bilje. (37)
  - Zora puca, bit će dana. (39)
  - Putnik. (41)
  - Piesma suncu. (46)
  - Dalmatin caru svôme. (48)
  - Bratja. (50)
  - Izdajica. (59)
  - Pčele Slavjanske. (61)
  - Prolietna piesma. (63)
  - Dalmatin. (65)
  - Napitnica. (69)
  - Četir vriela. (72)
  - Died i unuk. (73)
  - Vilin san. (79)
  - Majka kod kolievke. (90)
  - Kosovo polje. (93)

- III. Presadi.
  - Udaljenoj. (99)
  - Čeznutje. (100)
  - Pčela. (102)
  - Orao i sova. (103)
  - Ljubica. (104)
  - Leonora. (105)

## Vanjske poveznice
- Pervenci, books.google.hr